# Germán Silva
Germán Silva Martínez (né le 9 janvier 1968 à Zacatlán) est un athlète mexicain, spécialiste des courses de fond, vainqueur du marathon de New York en 1994 et 1995.

## Biographie
Coureur de 3 000 m steeple à ses débuts, il remporte la médaille d'or des Jeux d'Amérique centrale et des Caraïbes de 1990, à Mexico. Il participe aux Jeux olympiques de 1992, à Barcelone, et se classe sixième de la finale du 10 000 mètres dans le temps de 28 min 20 s 19.
En 1994, à Oslo, Germán Silva remporte la médaille d'argent des Championnats du monde de semi-marathon, derrière le Marocain Khalid Skah, en signant la meilleure performance de sa carrière sur cette distance en 1 h 0 min 28 s. Il s'adjuge également la médaille d'argent par équipes, derrière l'équipe du Kenya, en compagnie de ses compatriotes Martín Pitayo et Benjamín Paredes.
Il remporte le Marathon de New York 1994 en 2 h 11 min 21 s, et conserve son titre l'année suivante en s'imposant dans le temps de 2 h 11 min 0 s.
Aux Jeux olympiques de 1996 d'Atlanta, Germán Silva termine sixième de l'épreuve du marathon.

### Palmarès
| Date | Compétition                              | Lieu      | Résultat | Épreuve         | Temps           |
| ---- | ---------------------------------------- | --------- | -------- | --------------- | --------------- |
| 1990 | Jeux d'Amérique centrale et des Caraïbes | Mexico    | 1er      | 3 000 m steeple |                 |
| 1991 | Jeux panaméricains                       | La Havane | 6e       | 3000 m steeple  |                 |
| 1992 | Jeux olympiques                          | Barcelone | 6e       | 10 000 m        | 28 min 20 s 19  |
| 1993 | Championnats du monde                    | Stuttgart | 9e       | 10 000 m        | 28 min 39 s 47  |
| 1994 | Championnats du monde de semi-marathon   | Oslo      | 2e       | Individuel      | 1 h 0 min 28 s  |
| 1994 | Championnats du monde de semi-marathon   | Oslo      | 2e       | Par équipes     |                 |
| 1994 | Marathon de New York                     | New York  | 1er      | Marathon        | 2 h 11 min 21 s |
| 1994 | Marathon de Londres                      | Londres   | 3e       | Marathon        |                 |
| 1995 | Championnats du monde                    | Göteborg  | 13e      | 10 000 m        | 27 min 55 s 34  |
| 1995 | Marathon de New York                     | New York  | 1er      | Marathon        | 2 h 11 min 0 s  |
| 1996 | Jeux olympiques                          | Atlanta   | 6e       | Marathon        | 2 h 14 min 29 s |

### Records
| Épreuve       | Performance    | Lieu   | Date              |
| ------------- | -------------- | ------ | ----------------- |
| Semi-marathon | 1 h 0 min 28 s | Oslo   | 24 septembre 1994 |
| Marathon      | 2 h 8 min 56 s | Boston | 20 avril 1998     |